# أيدان كيلي
أيدان كيلي (بالإنجليزية: Aidan Kelly) هو متسابق على الجليد بمزلاجة أمريكي، ولد في 6 سبتمبر 1994.

## وصلات خارجية
- أيدان كيلي على موقع FIL (الإنجليزية)
- أيدان كيلي على موقع أوليمبيديا (الإنجليزية)